# بي سي-8801

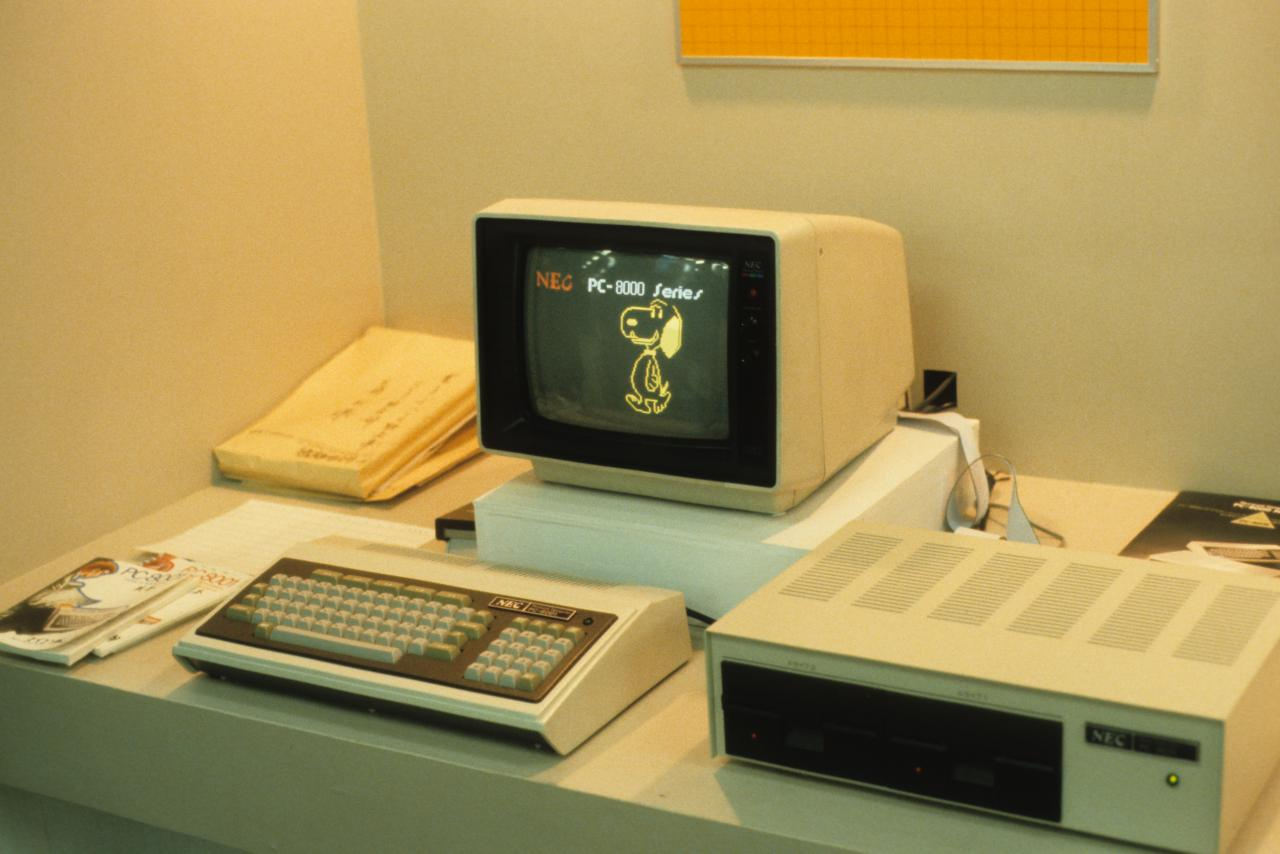
جهاز بي سي-8801 أثناء التشغيل

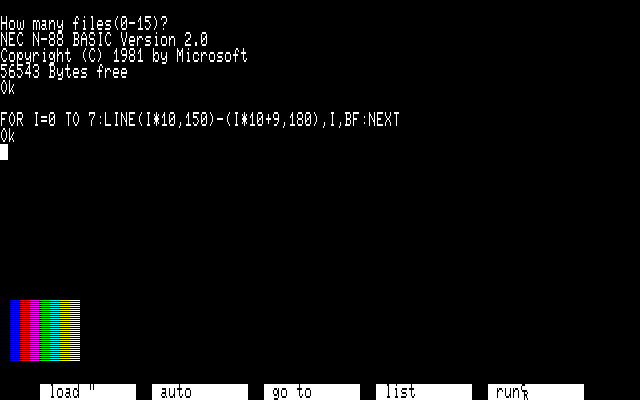
شاشة بي سي-8801 أثناء المعالجة

سلاسل بي سي-8801 (بالإنجليزية:PC-8800 series)، وتختصر بي سي-88 (PC-88)، هي نوع من أنواع الحاسوب التي تعتمد على وحدة المعالجة المركزية زي80 (Z80)، والتي أنتجها شركة نيبون للكهرباء، صدرت في الأسواق سنة 1981 حيث كانت الحاسوب لها شعبية باليابان.

## المواقع الخارجية
- System Information نسخة محفوظة 24 أكتوبر 2007 على موقع واي باك مشين. emulation site for retro Japanese computers
- OLD-COMPUTERS.COM: The Museum: NEC PC-8801
- NEC PC-8801 info page popular games, tags and developers at uvlist.net
- NEC PC-8801 MK II commercial on YouTube
- NEC PC-8801MA FA commercial on YouTube
- A list of downloadable PC88 emulators